# La mort de Mario Ricci
La mort de Mario Ricci és una pel·lícula franco -suïssa dirigida per Claude Goretta, estrenada l'any 1983. Ha estat doblada al català.

## Argument
El periodista de televisió Bernard Fontana arriba a una petita ciutat suïssa per entrevistar un sociòleg alemany especialista en la gana en el món. Durant la seva estada, el periodista queda intrigat per un accident de cotxe en el qual un jove immigrat italià ha mort. Pacientment, intenta de resoldre l'enigma i de demostrar que una acusació d'assassinat cap al mecànic del poble no està no fundada. L'entrevista s'acaba, amb resultats sorprenents.

## Repartiment
- Gian Maria Volontè: Bernard Fontana
- Magali Noël: Solange
- Heinz Bennent: Henri Kremer
- Mimsy Farmer: Cathy Burns
- Jean-Michel Dupuis: Didier Meylan
- Michel Robin: Fernand Blondel
- Lucas Belvaux: Stephane Coutaz
- Claudio Caramaschi: Giuseppe Cardetti
- Roger Jendly: Francis
- Bernard-Pierre Donnadieu: Jacky Vermot
- Jean-Claude Perrin: Edgar Simonet
- André Schmidt: Maurici Coutaz
- Bernard Soufflet: Gérard Simonet
- Claude-Inga Barbey: Sylvia Deruaz
- Neu Dolsky: Mathilde Blondel
- Michèle Gleizer: Jeanine

## Premis
- Premi d'interpretació masculina del Festival de Canes per Gian Maria Volontè